# Phoenix Forgotten
A Phoenix Forgotten 2017-ben bemutatott amerikai film, amely műfajilag a horror és a sci-fi kategóriába tartozik, de a misztikus stílus ismérveit is magán hordozza. A filmet Justin Barber rendezte, aki a forgatókönyvírásból is kivette a részét. A film produceri munkálataiban Ridley Scott is részt vett.
A film az ufókról szól.

## Szereplők
- Florence Hartigan
- Justin Matthews
- Luke Spencer Roberts
- Matt Biedel
- Chelsea Lopez
- Ana Dela Cruz